# Camaricoproctus torquidens
Camaricoproctus torquidens är en mångfotingart som beskrevs av Lawrence 1965. Camaricoproctus torquidens ingår i släktet Camaricoproctus och familjen Spirostreptidae. Inga underarter finns listade i Catalogue of Life.